# Джаред Гарріс
Джаред Френсіс Гарріс (англ. Jared Francis Harris; 24 серпня 1961, Лондон, Велика Британія) — британський актор, найбільш відомий за ролями Лейна Прайса в телесеріалі «Божевільні» (2009—2012), професора Моріарті в детективі «Шерлок Холмс: Гра тіней» (2011), Георга VI в телесеріалі «Корона» (2016—2017) та Валерія Легасова в мінісеріалі «Чорнобиль» (2019).

## Біографія
Гарріс народився у Лондоні, він є одним з трьох синів ірландського актора Річарда Гарріса і його першої дружини, валлійської актриси Елізабет Ріс-Вільямс. Його молодший брат актор Джеймі Гарріс, старший — режисер Деміан Гарріс. З 1971 по 1975 актор Рекс Гаррісон був одружений з його матір'ю. В 1984 він вивчився на бакалавра красних мистецтв (Bachelor of Fine Arts, BFA) в Дюкському університеті.
16 липня 2005 Гарріс одружився з англійською актрисою Емілією Фокс. Він подав на розлучення з Фокс в січні 2009 року. Гарріс-Фокс прийняла розлучення у червні 2010. З 2013 року одружений на Аллегрі Ріджо.

## Кар'єра
Гарріс розпочав свою кар'єру в кіно режисером незавершеного повнометражного фільму Darkmoor для кіностудії Дюкського університету в 1983 році. Його перша поява в кіно як актора відбулась у фільмі «Документи Рейчел» в 1989 році. 
За свою кар'єру Джаред Гарріс зіграв в більш ніж 50 фільмах і серіалах, серед яких можна виділити «Мрець» (1995) Джима Джармуша, «Загублені в космосі» (1998) «Загадкова історія Бенджаміна Баттона» (2008), «Як убити сусідського собаку?» (2010), «Божевільні» (2009—2012) та інші. 
У 2011 році зіграв професора Моріарті в продовженні «Шерлока Холмса» (2009) — «Шерлок Холмс: Гра тіней» (2011).

## Фільмографія
| Рік       | Українська назва                     | Оригінальна назва                   | Роль                     | Примітки                |
| --------- | ------------------------------------ | ----------------------------------- | ------------------------ | ----------------------- |
| 1992      | Документи Рейчел                     | The Rachel Papers                   | Джефф                    |                         |
| 1992      | Далека країна                        | Far and Away                        | Педді                    |                         |
| 1992      | Останній з могікан                   | The Last of the Mohicans            | Британський лейтенант    |                         |
| 1992      | Фотограф                             | The Public Eye                      | Денні                    |                         |
| 1994      | Природжені вбивці                    | Natural Born Killers                | хлопець з Лондона        |                         |
| 1994      | Надя                                 | Nadja                               | Едгар                    |                         |
| 1995      | Дим                                  | Smoke                               | Джиммі Роуз              |                         |
| 1995      | Мрець                                | Dead Man                            | Бенмонт Тенч             |                         |
| 1995      | Зі зневірою в особі                  | Blue in the Face                    | Джиммі Роуз              |                         |
| 1995      | Вигадки                              | Tall Tale                           | Голова Thug Pug          |                         |
| 1996      | Я стріляла в Енді Воргола            | I Shot Andy Warhol                  | Енді Воргол              |                         |
| 1997      | День батька                          | Fathers' Day                        | Лі                       |                         |
| 1997      | Неділя                               | Sunday                              | Рей                      |                         |
| 1997      | Китайська скринька                   | Chinese Box                         | Вільям                   |                         |
| 1998      | Щастя                                | Happiness                           | Влад                     |                         |
| 1998      | Бі Манкі                             | B. Monkey                           | Алан Фернейс             |                         |
| 1998      | Загублені у космосі                  | Lost in Space                       | старий Вілл Робінсон     |                         |
| 1998      | Лулу на мості                        | Lulu on the Bridge                  | Олвін Шайн               |                         |
| 2000      | Як убити сусідського собаку?         | How to Kill Your Neighbor's Dog     | Фолс Пітер               |                         |
| 2000      | Магія тіней                          | Shadow Magic                        | Реймонд Воллес           |                         |
| 2000      | Двоє з нас                           | Two of Us                           | Джон Леннон              |                         |
| 2001      | Парфюм                               | Perfume                             | Майкл                    |                         |
| 2002      | Мільйонер мимоволі                   | Mr. Deeds                           | Мак МакГрат              |                         |
| 2002      | Ігбі йде на дно                      | Igby Goes Down                      | Рассел                   |                         |
| 2003      | Сільвія                              | Sylvia                              | Ал Алверайз              |                         |
| 2004      | Дванадцять друзів Оушена             | Ocean's Twelve                      | інженер Башеса           |                         |
| 2004      | Оселя зла: Апокаліпсис               | Resident Evil: Apocalypse           | доктор Ешфорд            |                         |
| 2005      | Непристойна Бетті Пейдж              | The Notorious Bettie Page           | Джон Вїллі               |                         |
| 2006      | Дівчина з води                       | Lady in the Water                   | Гоуті Смокер             |                         |
| 2006      | Здача                                | Cashback                            | Алекс Прауд              | в титрах не вказаний    |
| 2007      | Тінь на півночі                      | The Shadow in the North             | Аксель Беллманн          |                         |
| 2008      | Загадкова історія Бенджаміна Баттона | The Curious Case of Benjamin Button | капітан Майк             |                         |
| 2008—2012 | Грань                                | Fringe                              | Девід Роберт Джонс       | телесеріал, 9 епізодів  |
| 2009-2012 | Божевільні                           | Mad Men                             | Лейн Прайс               | телесеріал, 26 епізодів |
| 2010      | Крайні заходи                        | Extraordinary Measures              | доктор Кент Веббер       |                         |
| 2010      | Палата                               | The Ward                            | доктор Стрінгер          |                         |
| 2011      | Шерлок Холмс: Гра тіней              | Sherlock Holmes: A Game of Shadows  | професор Моріарті        |                         |
| 2012      | Лінкольн                             | Lincoln                             | Улісс Грант              |                         |
| 2014      | Помпеї                               | Pompeii                             | Северус                  |                         |
| 2015      | Агенти А.Н.К.Л.                      | The Man from U.N.C.L.E.             | Сандерс                  |                         |
| 2015      | Простір                              | The Expanse                         | Андерсон Доус            |                         |
| 2016      | Корона                               | The Crown                           | Георг VI                 | Сезон 1                 |
| 2018      | Терор                                | The Terror                          | Френсіс Крозьє           |                         |
| 2019      | Чорнобиль                            | Chernobyl                           | Валерій Легасов          | мінісеріал, 5 епізодів  |
| 2021      | Фундація                             | Foundation                          | Гарі Селдон              | телесеріал              |
| 2022      | Морбіус                              | Morbius                             | Ніколас                  |                         |
| 2025      | Дім динаміту                         | A House of Dynamite                 |                          |                         |
| TBA       | Шерлок Холмс 3                       | Sherlock Holmes 3                   | Професор Джеймс Моріарті |                         |